# Мавретания
Маврета́ния (лат. Mauretānia, Mauritānia) — историческая область на северо-западе Африки, на территории современных западного Алжира и северного Марокко.

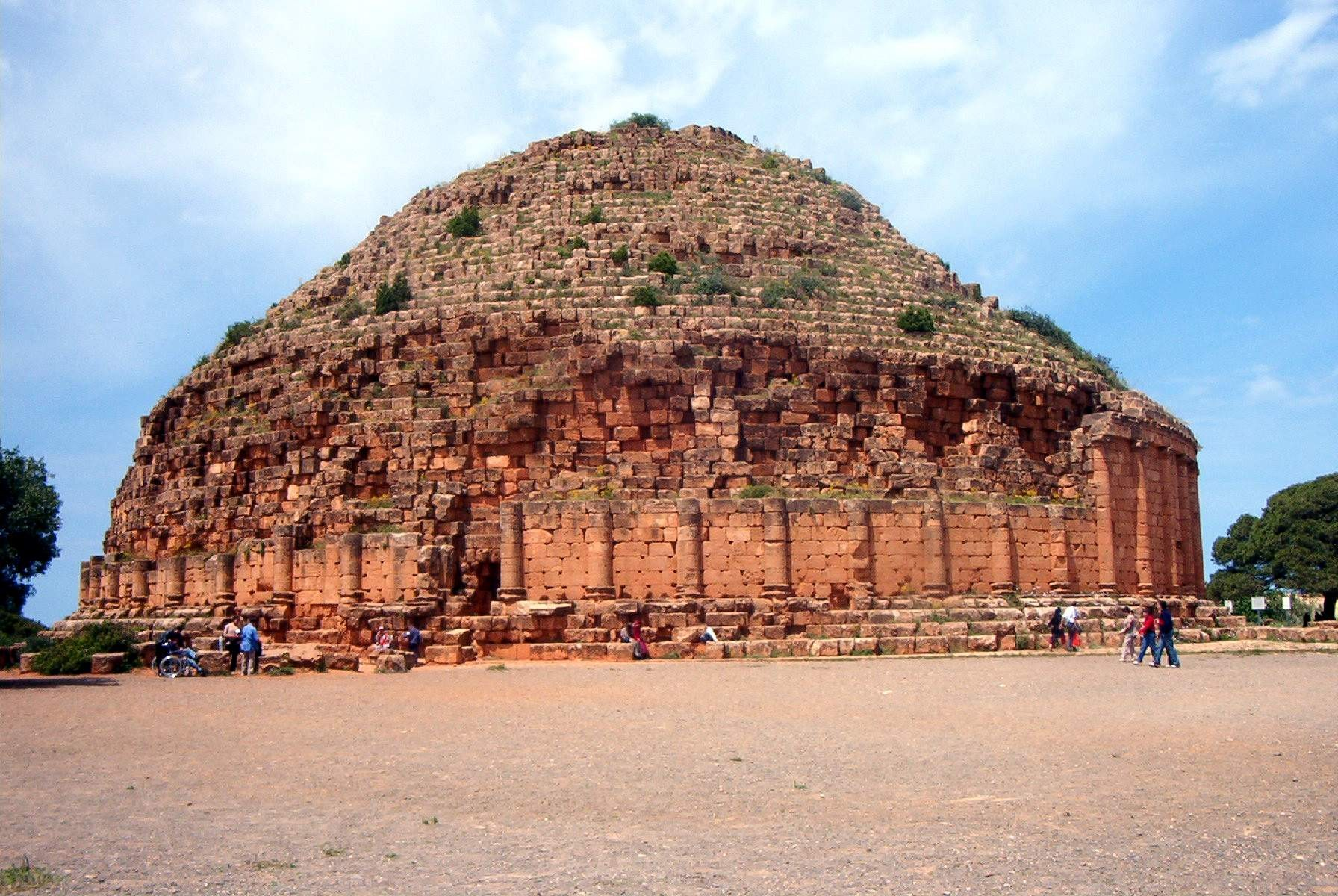
Гробница мавретанских царей в Типазе

До колонизации финикийцами население Мавретании было большей частью негроидным, и семитские народы называли африканцев ливийцами, а римляне — маврами. После разгрома Нумидии и Мавретанских царств пунами и, позднее, римлянами на эти территории распространилось влияние карфагенян и берберов. После освоения африканского побережья пунами здесь стали основываться города. Первым известным по имени правителем этих мест был нумидийский царь Сифакс.

## История
С конца II века до н. э. римские историки упоминают царей Мавретании. Так, верным союзником Рима был Бокх I, известный выдачей римлянам своего зятя — нумидийского царя Югурты. За эту услугу ему было позволено занять западную часть Нумидии. После смерти в 33 году до н. э. Бокха II Мавретанское царство потеряло политическую самостоятельность. Римляне создали на его территории зависимое от них государство во главе с Юбой II. В 40 году н. э. последний мавретанский царь, Птолемей был умерщвлён по приказу императора Калигулы, а его владения перешли в руки Рима.

## Римская провинция
В 44 году римский император Клавдий по реке Мулуя разделил Мавретанию на две провинции: Цезарейскую с центром в Цезарее (запад Алжира) и Тингитанскую с центром в Тингисе (север Марокко). В конце III века восточная часть Цезарейской Мавретании была выделена в ещё одну провинцию под названием Мавретании Ситифенской.
Римские императоры утратили контроль над Мавретанией в 420-е годы в связи с нашествием вандалов. Владычество последних над этим регионом было номинальным: как и византийцы позднее, они твёрдо контролировали лишь побережье и район Тингиса, и вплоть до прихода арабов фактическими хозяевами внутренних районов Мавретании были местные правители.

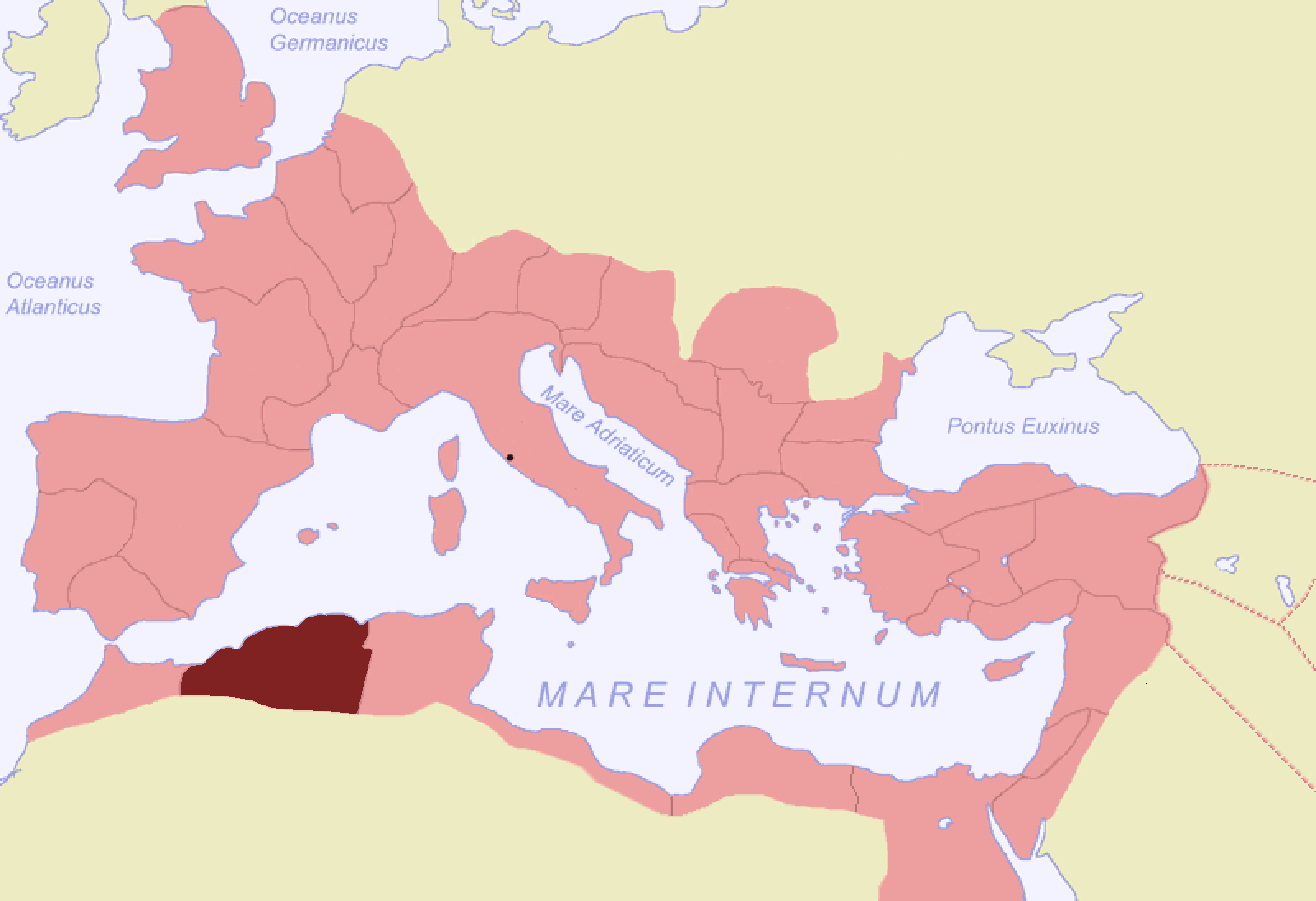
Мавретания Цезарейская
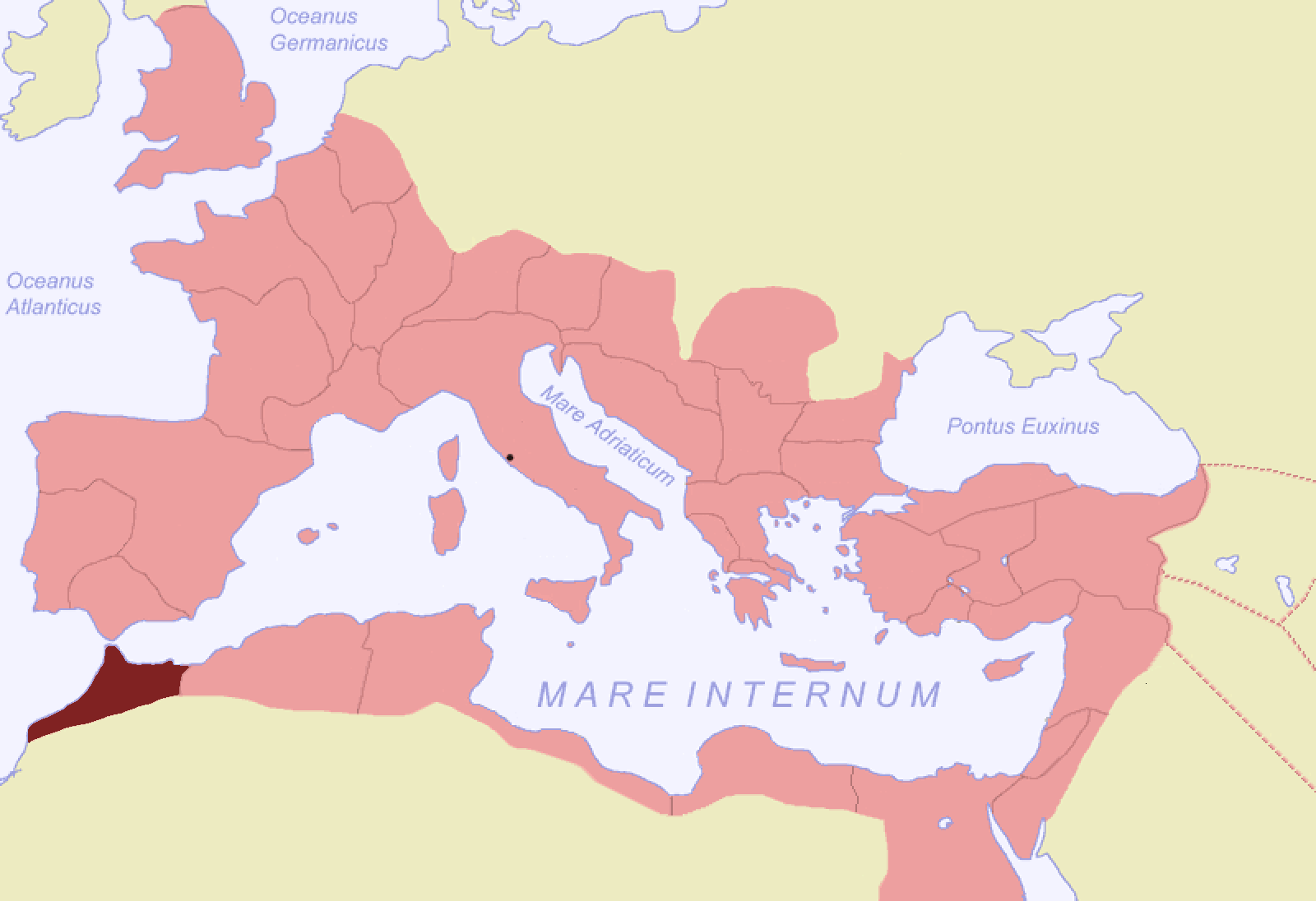
Мавретания Тингитанская

## Поздняя Античность

### Романо-Мавретанское королевство

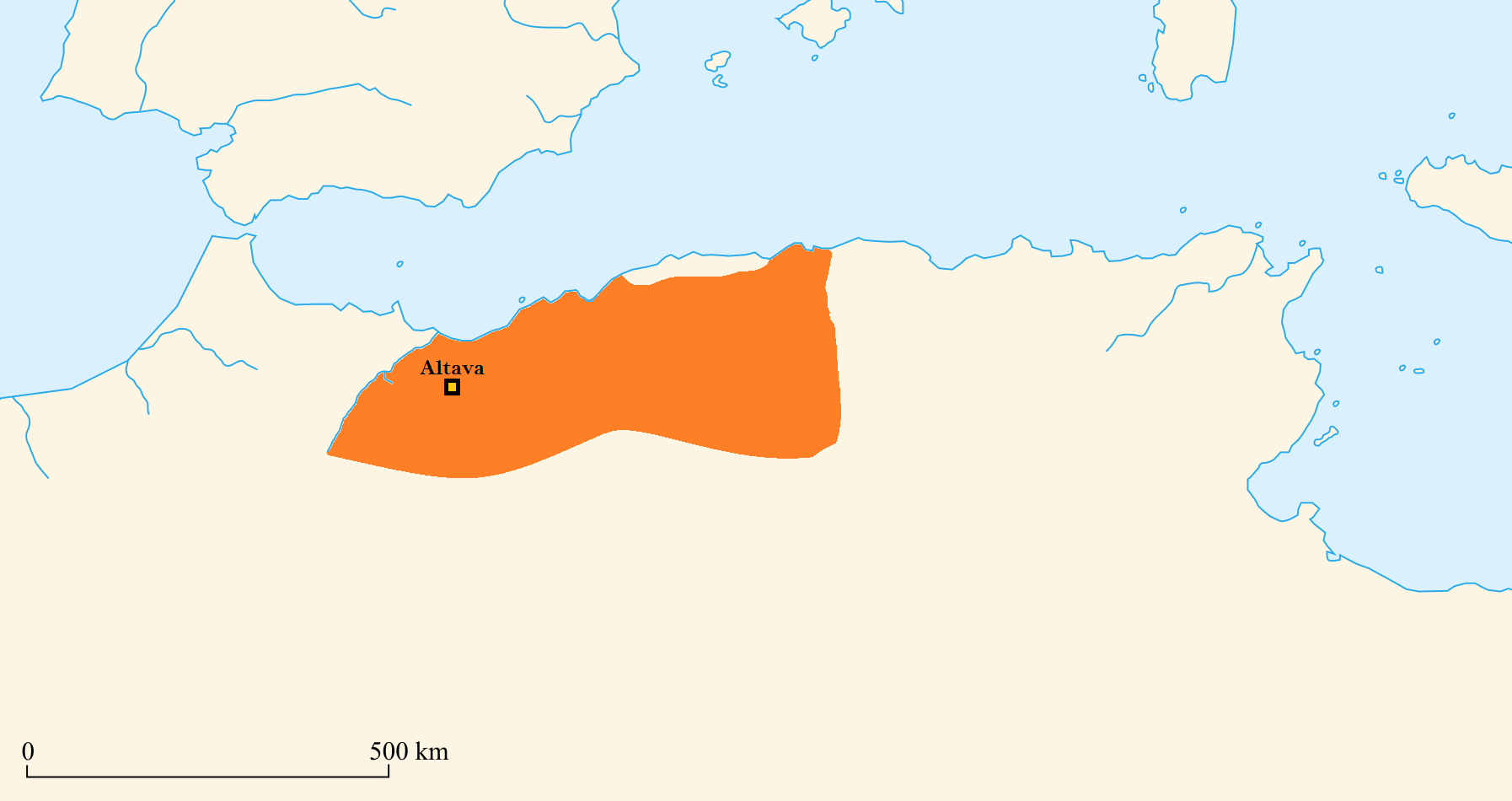
Романо-Мавретанское королевство в 477 году

Во время кризиса Римской империи III века части Мавретании были отвоеваны берберами. Римская власть распространялась теперь только на некоторые прибрежные города, такие как Септум (нынешняя Сеута) в Мавретании Тингитанской и Шаршал в Мавретании Цезарейской. Исторические источники о внутренних районах редки, скорее всего, эти территории контролировались берберскими правителями, однако римская культура имела определённое влияние, и как правило, местные правители хоть и номинально, но признавали сюзеренитет римских императоров.

### Королевство вандалов и аланов
Вандалы начали захват римской провинции в 420-х годах. В 431 году после длительной осады пал город Гиппон Царский, ставший первой столицей Вандало-Аланского королевства. Позже, в 439 году, вандалы захватили Карфаген, который стал и оставался новой столицей до самого падения этого королевства. В 441 году император Феодосий II выслал флот против вандалов к Сицилии, однако вторжение гуннов на севере заставило его отозвать войска. В 442 году Западная Римская империя по мирному договору признала ранее бывшую римской Проконсульскую Африку за вандалами. Позже последние захватили и другие римские территории, такие как Мавретанские провинции, Сардинию, Корсику, Балеарские острова, Сицилию.
Вандалы контролировали Африку и другие завоеванные у римлян провинции в течение ещё 90 лет, пока восточно-римский император Юстиниан I в результате Вандальской войны не вернул контроль над Мавретанией и другими занятыми варварами провинциями римлянам.
Бывшие провинции римского Диоцеза Африка в основном сохранялись за вандалами, но большая часть Мавретании, в том числе почти вся Мавретания Тингитанская, значительная часть Мавретании Цезарейской и Мавретании Ситифенсийской (Mauretania Sitifensis), а также большая часть внутренний Нумидии и Бизацены, были потеряны в результате нашествия берберских племен, в наше время называемых маврами (общее название берберских общин провинции Мавретания). Мавры создали на этих землях царство, просуществовавшее до 578 года (а его отдельные осколки — вплоть до 708 года).

### Преторианская префектура Африки
В 533 году восточно-римская армия под командованием Велисария разбила Королевство вандалов и аланов и вернула утраченные римлянами земли Африки. В 534 году император Юстиниан I опубликовал законы об административной организации недавно приобретенных территорий. Юстиниан восстановил старое административное деление, но перевел губернатора Карфагена в высший административный чин префекта претория. Тем самым диоцез Африка, традиционно подчинявшийся преторианской префектуре Италии, стал самостоятельной административной единицей. Но, кроме прибрежных городов, территории контролировались фактически независимыми берберскими правителями, лишь номинально признававшими власть Византии.
Византийский историк Прокопий Кесарийский упоминает независимого правителя, Мастига, который контролировал большую часть Мавретании Цезарейской в 530-х годах. Судя по надписям из Алтавы (западный Алжир) правитель государства Масуна именовал себя «королём римских и мавретанских народов» (лат. rex gentium Maurorum et Romanorum). Алтава позже была столицей другого государя, Гармула, или Гармулия, который сопротивлялся экспансии Византии в Африке, но был повержен в 578 году.